# Den mun är tyst, som bad så ömt
Den mun är tyst, som bad så ömt är en kristen psalm. Texten är skriven av Johan Olof Wallin.

## Publicerad i
- 1819 års psalmbok, som nummer 101 under rubriken "Jesu begravning".
- Den svenska psalmboken 1937, som nummer 101 under rubriken "Passionstiden".